# Хохлатка арктическая
Хохлатка арктическая (лат. Corydalis arctica) — вид травянистых растений рода Хохлатка (Corydalis) семейства Маковые (Papaveraceae).

## Ареал
Россия: Республика Саха (Якутия), Красноярский, Хабаровский, Камчатский края, Магаданская область, Чукотский автономный округ; США: Аляска; Канада: Юкон. Произрастает в сырых моховых тундрах, на берегах ручьев, озёр, в лиственничниках, приречных ивняках; 800—1800 м над уровнем моря.

## Ботаническое описание
Травянистый многолетник (5) 10—24 (30) см высотой. с коническим или цилиндрическим многолетним клубнем, который растет в течение всей жизни особи. Клубень снизу разделен на 2—5 мясистых долей, несущих пучки тонких корней. Стебель в основании со сближенными мелкими чешуевидными листьями, в пазухах которых развиваются почки возобновления, нижняя часть стебля несет 2—5 крупных чешуевидных листьев, средняя — 2 очередных ассимилирующих. Черешки длинные, в основании влагалищные. Листовая пластинка в очертании округлая, с тремя сближенными, почти сидячими сегментами; сегменты до основания разделены на обратнояйцевидные доли с клиновидно-остроконечной верхушкой.
Соцветие — простая верхушечная кисть с (1) 2—5 цветками. Прицветники травянистые, цельные, обратнояйцевидные или широкообратнояйцевидные, заостренные, часто с фиолетовыми точками или каймой, 3—9 мм длиной, 2—4 мм шириной. Цветоножки 4—9 мм длиной, при плодах 10—24 мм длиной. Чашелистики пленчатые, часто с фиолетовыми точками или каймой, неправильно округлые, зубчатые, 1—1,8 мм в диаметре, прикрепляются серединой. Венчики голубые или сине-фиолетовые, (17) 20—25 (27) мм длиной, в месте прикрепления цветоножки 3—5 (6) мм шириной. Шпорец прямой, широкий, 11—14 мм длиной. Нектарник не доходит до конца шпорца на 4—5 (6) мм. Нижний лепесток гладкий, без бугра или зачатка шпорца в основании. Наружные лепестки с маленьким отгибом и небольшим гребнем. Рыльце округлое или трапециевидное, с 8 простыми краевыми папиллами. Коробочки 15—17 мм длиной, 4 мм шириной. Столбик 2 мм длиной. Семена неправильно округлые, черные, блестящие, 1,2—1,5 мм в диаметре, с маленькой карункулой, прижатой к телу семени.